# Historische vereniging Soest-Soesterberg
De Historische Vereniging Soest-Soesterberg is opgericht in 1980 en heeft als doelstelling de geschiedenis van Soest en Soesterberg levend te houden. De vereniging geeft eenmaal per kwartaal een periodiek uit met de naam Van Zoys tot Soest en onderhoudt daarnaast diverse websites.

## Huisvesting
De vereniging is gehuisvest in het Museum Soest aan de Steenhoffstraat. De werkgroep genealogie komt elke tweede donderdagavond van de maand in het museum bij elkaar. In Soesterberg is een werkgroep actief die zich bezighoudt met het onderzoek en de beschrijving van de geschiedenis van dat dorp.